# Kabinett Hohenlohe-Ingelfingen
Das Kabinett Hohenlohe-Ingelfingen bildete vom 11. März bis 23. September 1862 das von König Wilhelm I. berufene Preußische Staatsministerium. Nach dem Scheitern der Vorgängerregierung am Preußischen Verfassungskonflikt mit der liberalen Kammermehrheit um die Mitbestimmung des Landtags in Militärangelegenheiten und grundsätzlich um die Parlamentarisierung Preußens, setzte Wilhelm I. eine konservativere Regierung ein, die versuchte, mit der Parlamentsmehrheit eine Kompromisslösung zu vereinbaren, was allerdings nicht gelang. Eine Woche nach Hohenlohe-Ingelfingens Amtsantritt wurde das Kabinett grundlegend neu gebildet. Führender Kopf des Kabinetts war nicht der Ministerpräsident, sondern Finanzminister August von der Heydt. 
| Amt                                                    | Name |
| ------------------------------------------------------ | --- |
| Ministerpräsident                                      | Adolf zu Hohenlohe-Ingelfingen |
| Minister ohne Ressort                                  | Rudolf von Auerswald, 11. März – 17./18. März 1862                                                                                 |
| Äußeres                                                | Albrecht von Bernstorff |
| Finanzen                                               | Robert von Patow, 11. März – 17./18. März 1862 August von der Heydt, ab 17./18. März 1862                                          |
| Geistliche, Unterrichts- und Medizinal-Angelegenheiten | Maximilian von Schwerin-Putzar, 11. März – 17./18. März 1862 (Wahrnehmung der Geschäfte) Heinrich von Mühler, ab 17./18. März 1862 |
| Handel, Gewerbe und öffentliche Arbeiten               | August von der Heydt, 11. März – 18. Mai 1862 Heinrich Wilhelm von Holtzbrinck, ab 18. Mai 1862                                    |
| Justiz                                                 | August von Bernuth, 11. März – 17./18. März 1862 Leopold zur Lippe-Biesterfeld-Weißenfeld, ab 17./18. März 1862                    |
| Inneres                                                | Maximilian von Schwerin-Putzar, 11. März – 17./18. März 1862 Gustav von Jagow, ab 17./18. März 1862                                |
| Landwirtschaft                                         | Erdmann von Pückler, 11. März – 17./18. März 1862 Heinrich Friedrich von Itzenplitz, ab 17./18. März 1862                          |
| Krieg                                                  | Albrecht von Roon |
| Marine                                                 | Albrecht von Roon |